# Square des Missions-Étrangères
Ne doit pas être confondu avec Jardin des Missions-Étrangères.
Le square des Missions-Étrangères est un square du 7e arrondissement de Paris.

## Situation et accès
Le site est accessible par le 105 rue du Bac et la rue de Commaille.
Il est desservi par les lignes 10 et 12 à la station Sèvres - Babylone.

## Historique
Le square est inauguré le 21 juin 1939. Le Journal le décrit alors : « Un terrain assez vaste, quelques
arbres, un abri pour les enfants, le tout encadré par des murs et des maisons très hautes, tel est, pour l'instant, le square des Missions-Étrangères ».
Un buste de François-René de Chateaubriand (1768-1848) réalisé par le sculpteur Maurice Gambier d'Hurigny en 1948 y est installé. L'écrivain vécut en effet une décennie en face de l'actuel square, dans l'hôtel particulier du no 120 de la rue du Bac, où une plaque commémorative lui rend hommage. Il se rendait souvent à l'abbaye-aux-Bois toute proche, où Madame Récamier était installée, pour faire relire le manuscrit de ses Mémoires d'outre-tombe à ses amis.
En 1995, un des hauts murs du square est peint par Patrice Chanton. Ce décor « rappelle l'ombre des marronniers qui ombragent le jardin » explique la mairie de Paris. Le square est par ailleurs planté de cerisiers et de massifs fleuris.
Il est bordé par une école élémentaire, dont on peut voir le terrain de jeu. Son entrée se trouve 8 rue Chomel.

## Équipements
Le square est complètement accessible aux personnes à mobilité réduite.
Il compte un point d'eau potable, deux aires de jeux et un terrain de basket-ball. Figure aussi un grand abri, même si le square est fermé lors des vents forts ou des intempéries. Comme de nombreux espaces verts de la capitale, les horaires du square sont réglementés.
Un jardin partagé y a été aménagé, administré par une association portant le nom du square.
Une aire de jeux est aménagée dans le square. Une structure en bois en forme de bateau pirate, ainsi que deux balançoires à ressort et un bac à sable.
Les chiens ne sont pas autorisés dans le square et il est interdit de fumer sur les aires de jeux.

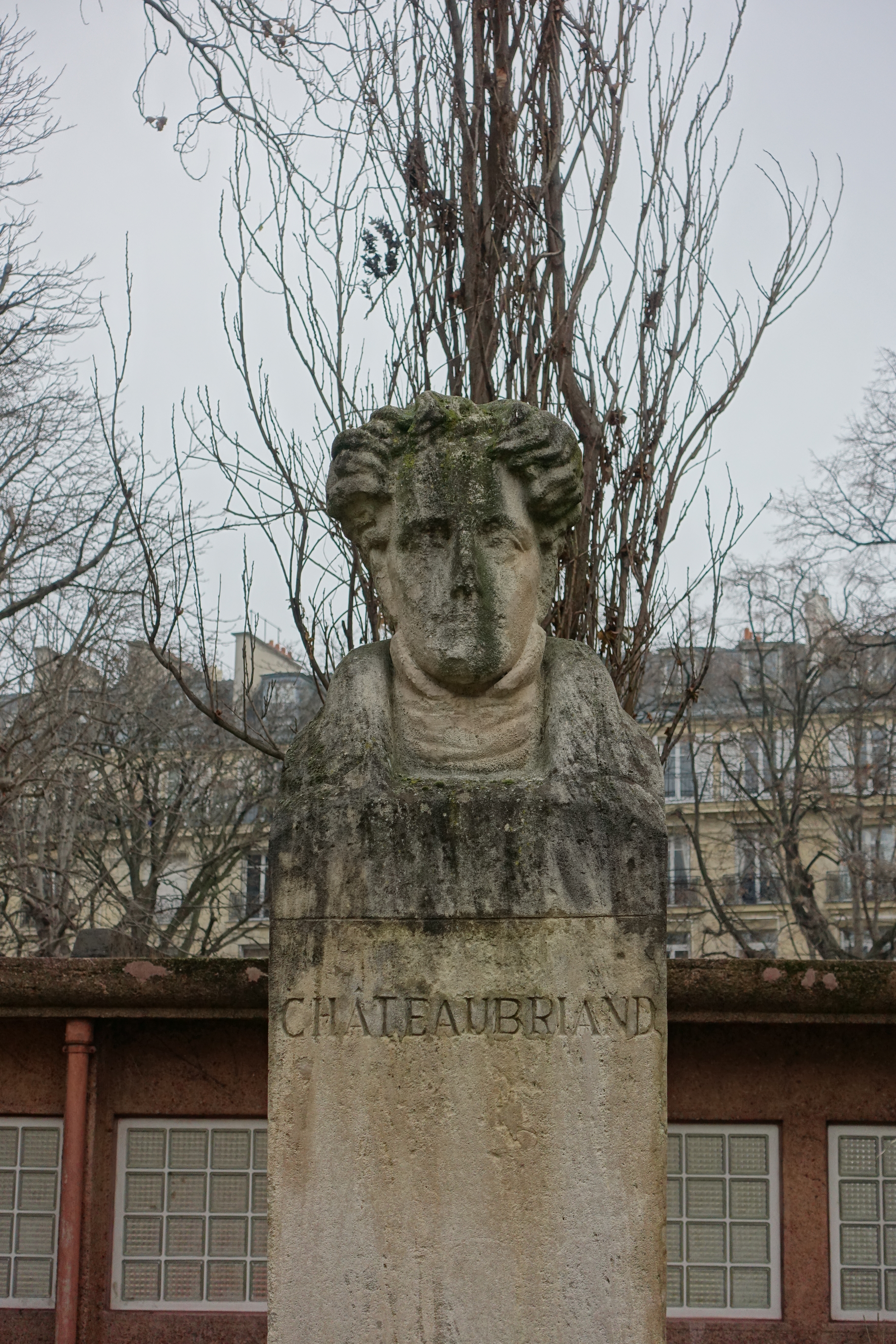
Buste de Chateaubriand.
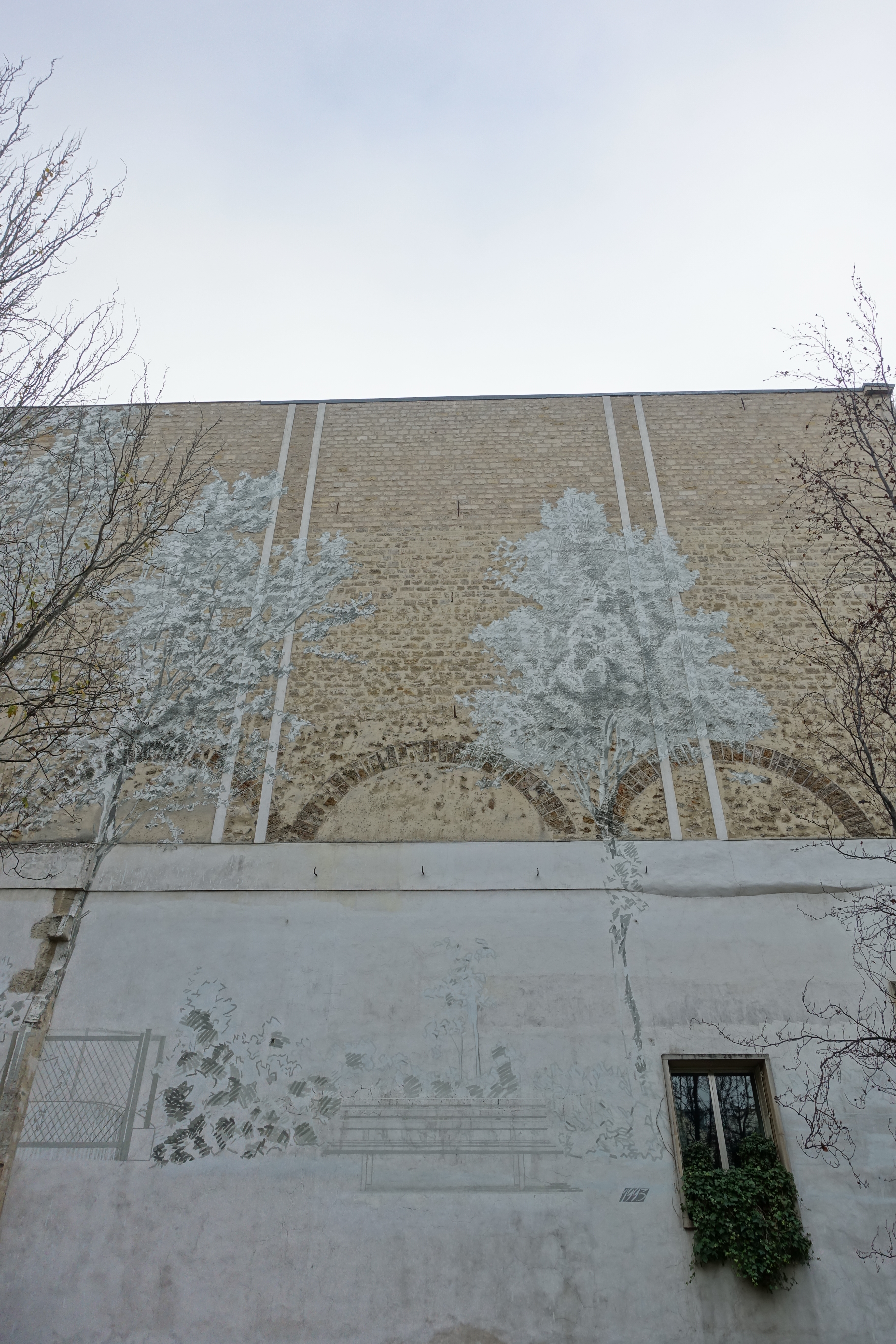
Haut mur peint.
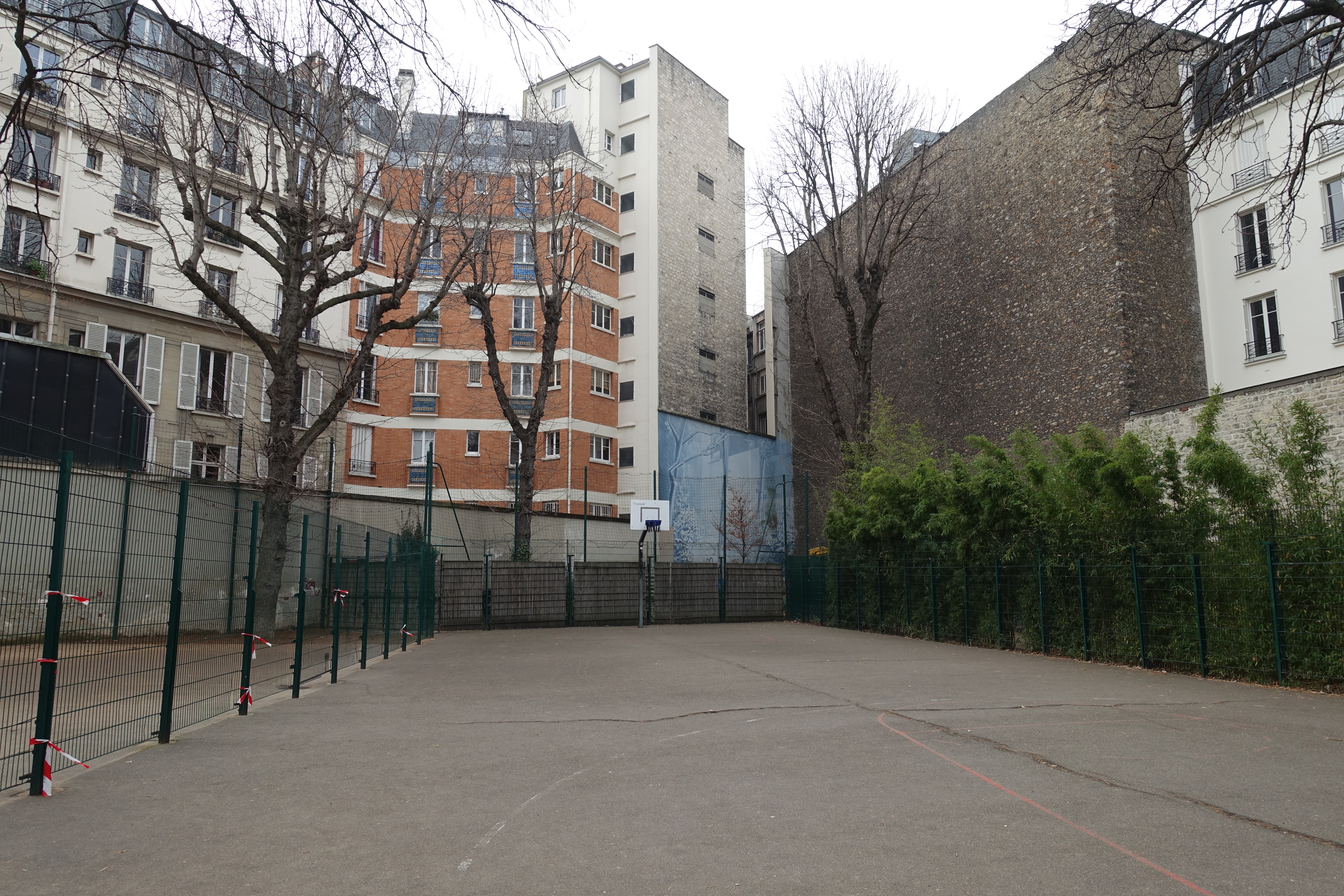
Terrain de basket.
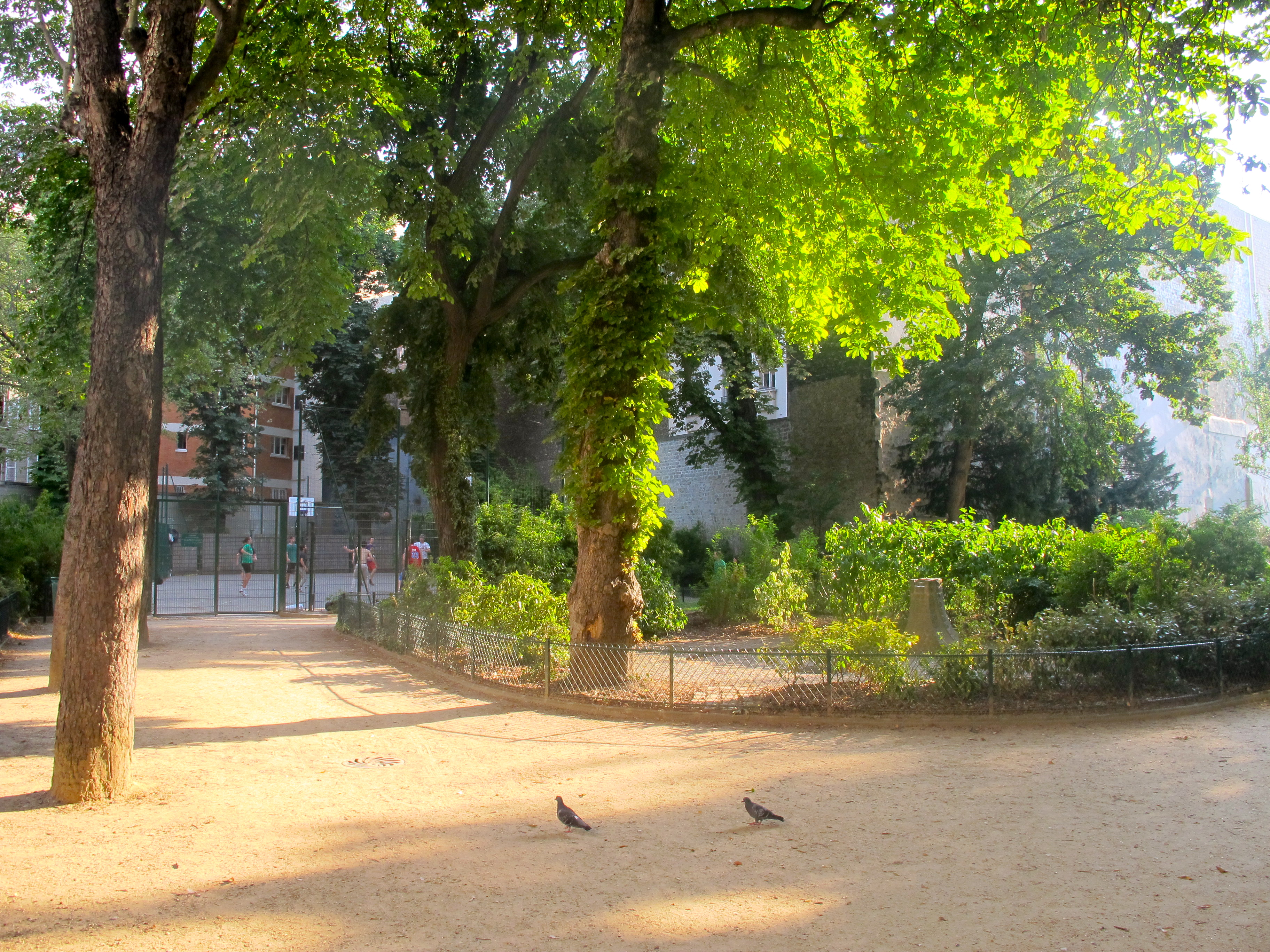
Au soleil.
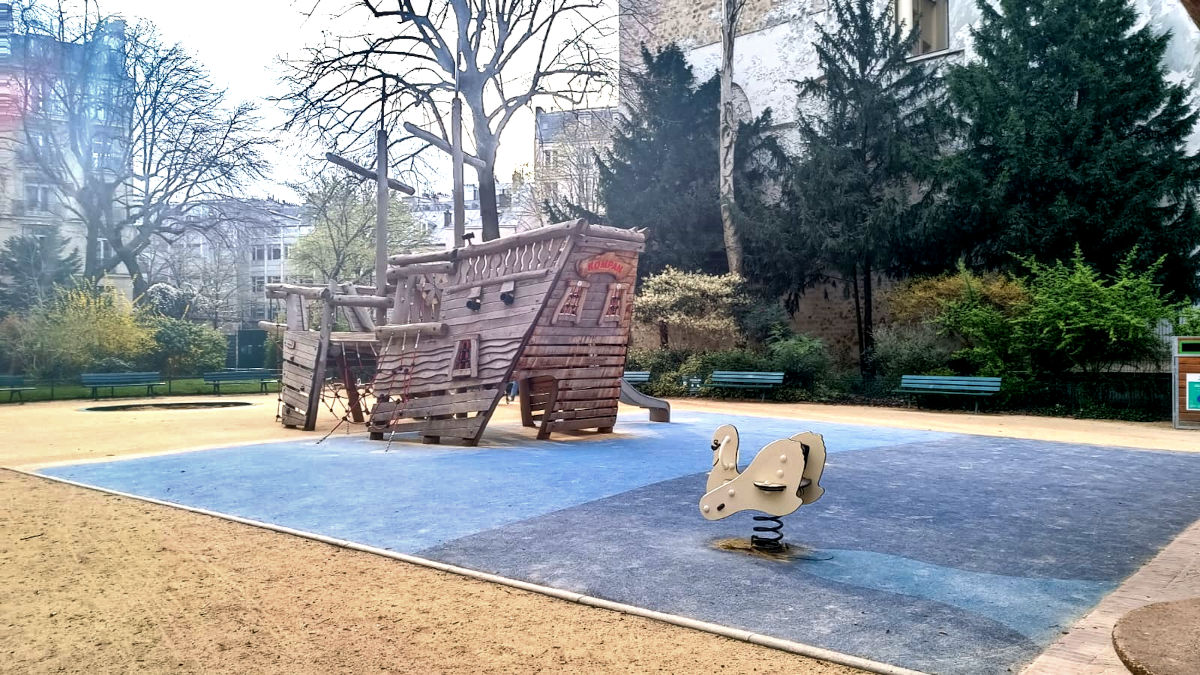
Aire de jeux avec structure bateau pirate[3].
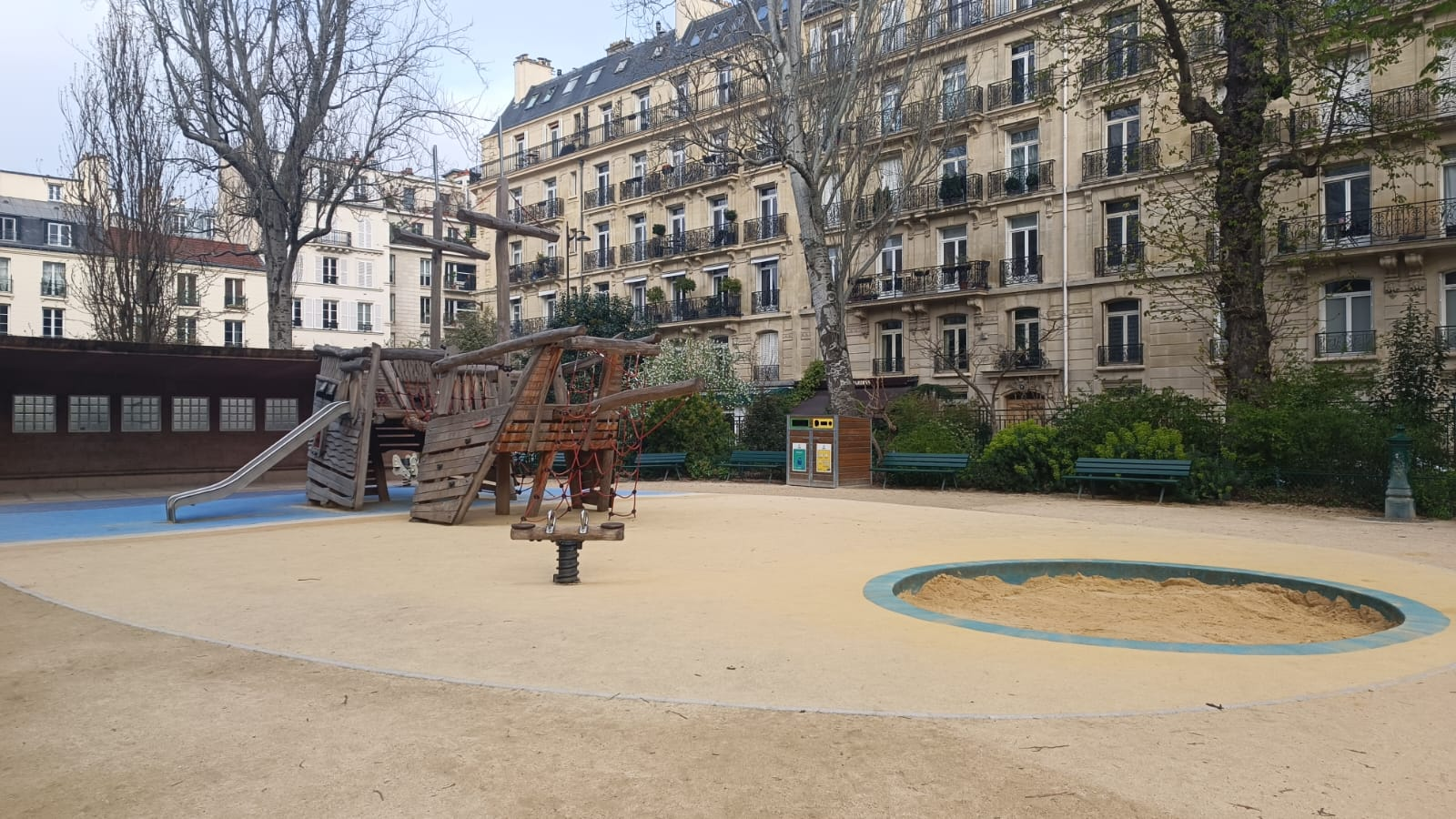
Aire de jeux avec bac à sable et structures de jeux/
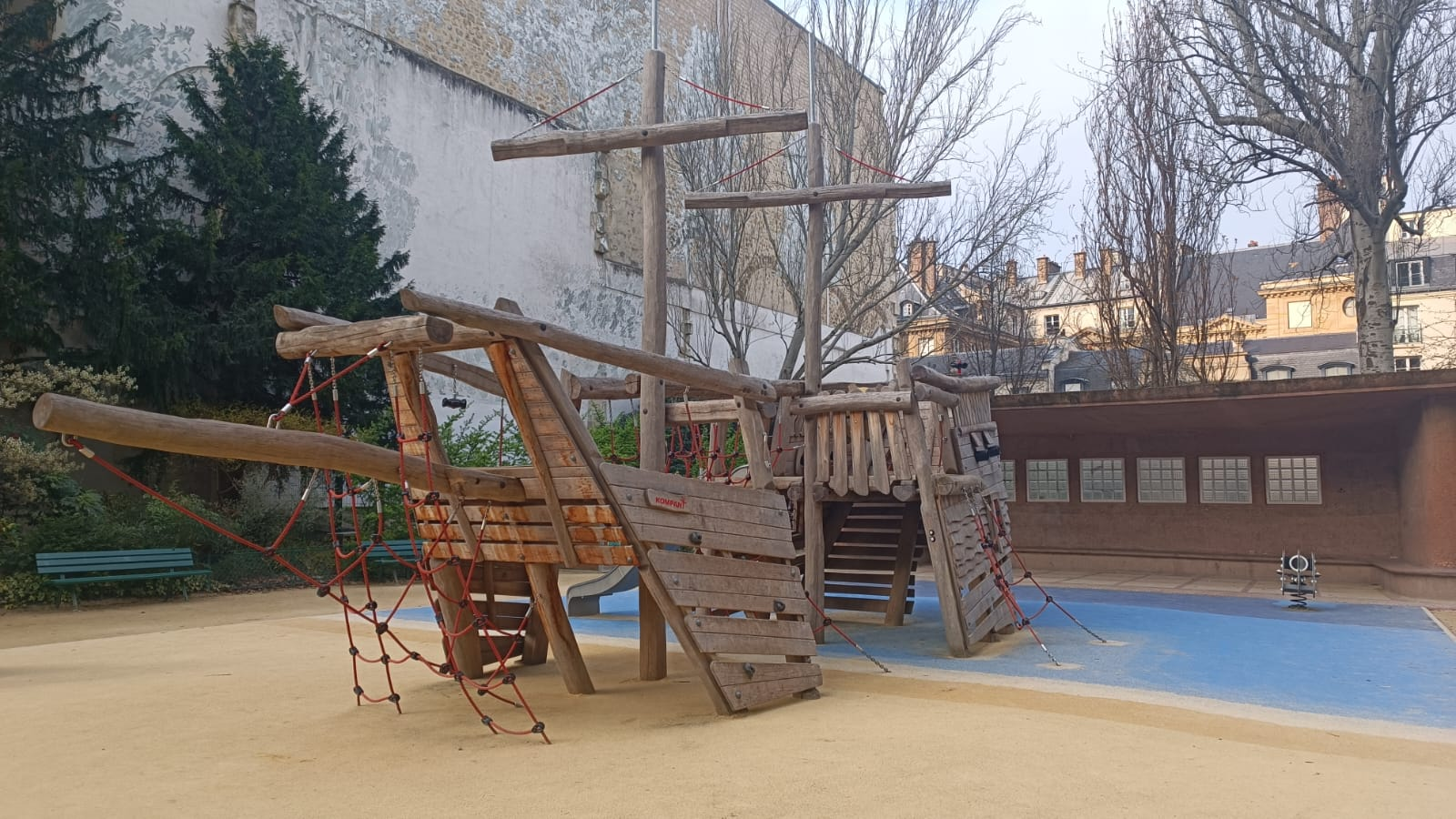
Aire de jeux pour enfants[3].